# 环壬烯
环壬烯（英語：Cyclononene）是一种九元环烯烃，化学式C9H16，存在两种顺反异构体，即顺式-环壬烯和反式-环壬烯，或写作 (Z)-环壬烯和 (E)-环壬烯。